# 金馬奨
金馬奨（きんばしょう）またはゴールデン・ホース・アワード（Golden Horse Awards）は、1962年に創設された中華圏を代表する映画賞。

## 概要
1962年、中華民国政府は映画業界の発展を促進し、優れた映画作品と優れた関係者を表彰するため、行政院新聞局を通じて金馬奨を創設した。さらに、主に中華人民共和国の影響下にない地区の映画制作事業を促進するため、中華文化における傑出した貢献をした映画関係者に対して、この式を借りて表彰を行った。
「金馬」の由来は、金門県・馬祖島(連江県)の頭文字を組み合わせたものであると同時に、世界の主要な映画界から呼びかける流れを作るための「金字招牌（立派な肩書き）」に一致するというものであった。もっとも、金門島も馬祖島も台湾が中国に対抗する戦地と標榜しており、また映画文化の促進をもって反共の意味も含ませているなど、冷戦時代の思惑が充分に表れている。
1980年の第27回からは、中華民国電影事業発展基金会が主催となり、さらに中華民国文化部が財団法人台北金馬映展執行委員会を設立して運営を行っている。執行委員会には、9～15人の映画学者と映画業界の者を招いて執行委員とし、主席1名、秘書長1名、副秘書長1名、3つの下部組織を置いて業務を行っている。
長きに渡る中国と台湾との政治的立場の相違から、2000年以前の金馬奨では台湾と香港の作品に偏って表彰されてきた。しかし、近年は台湾の映画業界が衰退し、関係者が中国大陸や香港へ大量に流出したこともあり、金馬奨においても中国映画の進出が進んでいる。
初期においては、司会者は台湾と香港とで交互に割り振るのが伝統であったが、最近の司会者は全て台湾から出ている。

## 批判
金馬奨は芸術性の色彩の色濃い映画作品を重点的に表彰する傾向があり、一部の映画関係者から「金馬奨は芸術化と抽象化に流されている。台湾の商業映画の発展を鼓舞するような手助けとなっていない」という批判を招いている。

## 歴代主要各賞
『』は日本公開作品、「」は日本未公開作品。
| 回 | 年     | 最優秀作品賞                       | 最優秀監督賞                                                 | 最優秀主演男優賞                                                   | 最優秀主演女優賞                                               | 最優秀助演男優賞                                                | 最優秀助演女優賞                                  |
| -- | ------ | ---------------------------------- | ------------------------------------------------------------ | ------------------------------------------------------------------ | -------------------------------------------------------------- | --------------------------------------------------------------- | ------------------------------------------------- |
| 1  | 1962年 | 「星星月亮太陽」                   | 陶秦 「千嬌百媚」                                            | 王引 「手槍」                                                      | 尤敏 「星星月亮太陽」                                          | 矮仔財 「宜室宜家」                                             | 唐寶雲 「颱風」                                   |
| 2  | 1963年 | 『梁山伯と祝英台』                 | 李翰祥 『梁山伯と祝英台』                                    | 唐菁 「黒夜到黎明」                                                | 楽蒂 『梁山伯と祝英台』                                        | 馬驥 「白雲故郷」                                               | 杜娟 「巫山春回」                                 |
| 3  | 1965年 | 「養鴨人家」                       | 李行 「養鴨人家」                                            | 葛香亭 「養鴨人家」                                                | 李麗華 「故都春夢」                                            | 井淼 「故都春夢」                                               | ワン・ライ 「人之初」                             |
| 4  | 1966年 | 「西施」                           | 李翰祥 「西施」                                              | 趙雷 「西施」                                                      | グァ・アーレイ 「煙雨濛濛」                                    | 呉家驥 「金玉奴」                                               | 盧碧雲 「煙雨濛濛」                               |
| 5  | 1967年 | 「我女若蘭」                       | 李嘉 「我女若蘭」                                            | 欧威 「故郷劫」                                                    | 江青 「幾度夕陽紅」                                            | 崔福生 「貞節牌坊」                                             | 于倩 「藍與黒」                                   |
| 6  | 1968年 | 「路」                             | 白景瑞 「寂寞的十七歳」                                      | 崔福生 「路」                                                      | 凌波 「烽火万里情」                                            | 井淼 「烽火万里情」                                             | 欧陽莎菲 「烽火万里情」                           |
| 7  | 1969年 | 「小鎮春回」                       | 白景瑞 「新娘与我」                                          | 楊群 「揚子江風雲」                                                | 李麗華 「揚子江風雲」                                          | 孫越 「揚子江風雲」                                             | 張冰玉 「小鎮春回」                               |
| 8  | 1970年 | 「家在台北」                       | 張曽沢 「路客與刀客」                                        | 葛香亭 「高山青」                                                  | グァ・アーレイ 「家在台北」                                    | 儀銘 「歌声魅影」                                               | 夏台鳳 「歌声魅影」                               |
| 9  | 1971年 | 「緹縈」                           | 丁善璽 「落鷹峡」                                            | 王引 「緹縈」                                                      | 盧燕 「董夫人」                                                | 王戎 「庭院深深」                                               | 陳莎莉 「落鷹峡」                                 |
| 10 | 1972年 | 「秋決」                           | 李行 「秋決」                                                | 欧威 「秋決」                                                      | ジュディ・オング 「真假千金」                                  | 魏蘇 「大地春雷」                                               | 傅碧輝 「秋決」                                   |
| 11 | 1973年 | 「忍」                             | 程豪 『14アマゾネス 王女の剣』                               | 楊群 「忍」                                                        | 上官霊鳳 「馬路小英雄」                                        | 王宇 「突破国際死亡線」                                         | 盧燕 『14アマゾネス 王女の剣』                    |
| 12 | 1975年 | 「吾土吾民」                       | 劉芸 「長情萬縷」                                            | 秦祥林 「長情萬縷」                                                | 盧燕 「傾国傾城」                                              | 儀銘 「雲深不知処」                                             | ジョセフィーン・シャオ 「女朋友」                 |
| 13 | 1976年 | 「梅花」                           | 張佩成 「狼牙口」                                            | 常楓 「香花與毒草」                                                | 徐楓 「刺客」                                                  | ラン・シャン 「狼牙口」                                         | シルヴィア・チャン 「碧雲天」                     |
| 14 | 1977年 | 「筧橋英烈伝」                     | 張曽沢 「筧橋英烈傳」                                        | 秦祥林 「人在天涯」                                                | 陳秋霞 「秋霞」                                                | 白鷹 『空飛ぶ十字剣』                                           | 胡因夢 「人在天涯」                               |
| 15 | 1978年 | 『生きてる限り僕は負けない』       | 李行 『生きてる限り僕は負けない』                            | 秦漢 『生きてる限り僕は負けない』                                  | 恬妞 「蒂蒂日記」                                              | 谷名倫 「日落北京城」                                           | グァ・アーレイ 「蒂蒂日記」                       |
| 16 | 1979年 | 「小城故事」                       | キン・フー 『山中傳奇』                                      | 柯俊雄 「黄埔軍魂」                                                | 林鳳嬌 「小城故事」                                            | 韓甦 「歓顔」                                                   | 沈時華 「一個女工的故事」                         |
| 17 | 1980年 | 「早安台北」                       | 王菊金 「六朝怪談」                                          | 王冠雄 「茉莉花」                                                  | 徐楓 「源」                                                    | 向雲鵬 「郷野人」                                               | 邵佩玲 「茉莉花」                                 |
| 18 | 1981年 | 「假如我是真的」                   | ツイ・ハーク 『ツイ・ハーク ミッション・ポッシブル:M:P-1』   | アラン・タム 「假如我是真的」                                      | シルヴィア・チャン 「我的爺爺」                                | 王珏 「皇天后土」                                               | ワン・ライ 「小葫蘆」                             |
| 19 | 1982年 | 「辛亥双十」                       | 章国明 「辺縁人」                                            | 艾迪 「辺縁人」                                                    | 汪萍 「武松」                                                  | 谷峰 「武松」                                                   | 葉徳嫻 「汽水加牛奶」                             |
| 20 | 1983年 | 『少年』                           | 陳坤厚 『少年』                                              | 孫越 「搭錯車」                                                    | 陸小芬 『海を見つめる日』                                      | 谷峰 「待罪的女孩」                                             | 英英 『海を見つめる日』                           |
| 21 | 1984年 | 『老兵の春』                       | ジョニー・マック 『省港旗兵 九龍の獅子』                     | ダニー・リー 『漆黒 ノワール』                                     | ヤン・フェイシャン 『ある日の騒動』                            | 常楓 「頤園飄香」                                               | 陳秋燕 『嫁ぐ日』                                 |
| 22 | 1985年 | 『ある女の一生』                   | チャン・イー 『ある女の一生』                                | チョウ・ユンファ 『風の輝く朝に』                                  | ヤン・フェイシャン 『ある女の一生』                            | 陳博正 「超級市民」                                             | タン・ルーユン 『童年往事 時の流れ』              |
| 23 | 1986年 | 『恐怖分子』                       | ジョン・ウー 『男たちの挽歌』                                | ティ・ロン 『男たちの挽歌』                                        | シルヴィア・チャン 「最愛」                                    | 秦沛 「天天星期七」                                             | 繆騫人 「最愛」                                   |
| 24 | 1987年 | 『村と爆弾』                       | ワン・トン 『村と爆弾』                                      | チョウ・ユンファ 『誰かがあなたを愛してる』                        | アニタ・ムイ 『ルージュ』                                      | ウー・マ 『チャイニーズ・ゴースト・ストーリー』                 | 林珊如 「期待你長大」                             |
| 25 | 1988年 | 『七小福』                         | アレックス・ロー 『七小福』                                  | アレックス・マン 「大頭仔」                                        | ドゥドゥ・チェン 「星星月亮太陽」                              | チャウ・シンチー 『カウボーイ・ダンディ』                       | ワン・ライ 「海峡両岸」                           |
| 26 | 1989年 | 『フルムーン・イン・ニューヨーク』 | ホウ・シャオシェン 『悲情城市』                              | チェン・ソンユン 『悲情城市』                                      | マギー・チャン 『フルムーン・イン・ニューヨーク』              | チャン・スー 『バナナ・パラダイス』                             | 李淑楨 『魯冰花』                                 |
| 27 | 1990年 | 『レッドダスト』                   | イム・ホー 『レッドダスト』                                  | レオン・カーフェイ 「愛在他郷的季節」                              | ブリジット・リン 『レッドダスト』                              | ジャッキー・チュン 『スウォーズマン/剣士列伝』                  | マギー・チャン 『レッドダスト』                   |
| 28 | 1991年 | 『牯嶺街少年殺人事件』             | ウォン・カーウァイ 『欲望の翼』                              | ラン・シャン 『推手』                                              | マギー・チャン 『ロアン・リンユィ 阮玲玉』                     | クワン・ホイサン 『リー・ロック伝 大いなる野望 PartI 炎の青春』 | ワン・ライ 『推手』                               |
| 29 | 1992年 | 『無言の丘』                       | ワン・トン 『無言の丘』                                      | ジャッキー・チェン 『ポリス・ストーリー3』                         | 陳令智 「浮世恋曲」                                            | クー・パオミン 『暗恋桃花源』                                   | 顧美華 「浮世恋曲」                               |
| 30 | 1993年 | 『ウェディング・バンケット』       | アン・リー 『ウェディング・バンケット』                      | ジャッキー・チェン 『新ポリス・ストーリー』                        | キャリー・ン 『香港人肉竹輪』                                  | ラン・シャン 『ウェディング・バンケット』                       | グァ・アーレイ 『ウェディング・バンケット』       |
| 31 | 1994年 | 『愛情萬歳』                       | ツァイ・ミンリャン 『愛情萬歳』                              | トニー・レオン 『恋する惑星』                                      | ジョアン・チェン 『赤い薔薇 白い薔薇』                         | ワン・ポーセン 『エドワード・ヤンの恋愛時代』                   | エレイン・ジン 『エドワード・ヤンの恋愛時代』     |
| 32 | 1995年 | 『女人、四十。』                   | ホウ・シャオシェン 『好男好女』                              | リン・ヤン 『超級大国民』                                          | ジョセフィーン・シャオ 『女人、四十。』                        | ロー・カーイン 『女人、四十。』                                 | 文英 『熱帯魚』                                   |
| 33 | 1996年 | 『太陽の少年』                     | チアン・ウェン 『太陽の少年』                                | シア・ユイ 『太陽の少年』                                          | ジョセフィーン・シャオ 『喝采の扉』                            | ワン・チーザン 『カップルズ』                                   | 邱秀敏 『チュンと家族』                           |
| 34 | 1997年 | 『ラヴソング』                     | フルーツ・チャン 『メイド・イン・ホンコン』                  | ツェー・クワンホウ 「南海十三郎」                                  | マギー・チャン 『ラヴソング』                                  | チェン・ジンシン 『ラブゴーゴー』                               | リャオ・ホェイチェン 『ラブゴーゴー』             |
| 35 | 1998年 | 『シュウシュウの季節』             | ジョアン・チェン 『シュウシュウの季節』                      | ロプサン 『シュウシュウの季節』                                    | リー・シャオルー 『シュウシュウの季節』                        | エリック・ツァン 『ホールド・ユー・タイト』                     | スー・チー 『ポートランド・ストリート・ブルース』 |
| 36 | 1999年 | 『千言萬語』                       | アン・ホイ 『千言萬語』                                      | クー・ジョンホン 『赤壁の戦い 英傑曹操』                           | ロレッタ・リー 『千言萬語』                                    | レオン・ダイ 『現実の続き 夢の終わり』                          | 葉徳嫻 「笨小孩」                                 |
| 37 | 2000年 | 『グリーン・デスティニー』         | ジョニー・トー 『ザ･ミッション 非情の掟』                    | フランシス・ン 『ザ･ミッション 非情の掟』                          | マギー・チャン 『花様年華』                                    | タイポー 『運転手の恋』                                         | 趙美齡 「沙河悲歌」                               |
| 38 | 2001年 | 『ドリアン ドリアン』              | スタンリー・クワン 『藍宇 〜情熱の嵐〜』                     | リウ・イエ 『藍宇 〜情熱の嵐〜』                                   | チン・ハイルー 『ドリアン ドリアン』                           | パトリック・タム 『野獣の瞳』                                   | 羅慧英 「愛上我吧」                               |
| 39 | 2002年 | 『きらめきの季節 美麗時光』        | フルーツ・チャン 『ハリウッド★ホンコン』                     | レオン・ライ 『THREE/臨死』「going home」                          | アンジェリカ・リー 『the EYE 【アイ】』                        | アンソニー・ウォン 『プリンセスD』                              | カリーナ・ラム 『男人四十』                       |
| 40 | 2003年 | 『インファナル・アフェア』         | アンドリュー・ラウ アラン・マック 『インファナル・アフェア』 | トニー・レオン 『インファナル・アフェア』                          | サンドラ・ン 「金鶏」                                          | アンソニー・ウォン 『インファナル・アフェア』                   | 林美秀 「黒狗来了」                               |
| 41 | 2004年 | 『ココシリ』                       | ジョニー・トー 『ブレイキング・ニュース』                    | アンディ・ラウ 『インファナル・アフェアIII 終極無間』              | ヤン・クイメイ 『月光の下、我思う』                            | ダニエル・ウー 『香港国際警察/NEW POLICE STORY』                | バイ・リン 『美しい夜、残酷な朝』“dumplings”      |
| 42 | 2005年 | 『カンフーハッスル』               | チャウ・シンチー 『カンフーハッスル』                        | アーロン・クオック 『ディバージェンス 運命の交差点』               | スー・チー 『百年恋歌』                                        | アンソニー・ウォン 『頭文字D THE MOVIE』                        | ユン・チウ 『カンフーハッスル』                   |
| 43 | 2006年 | 『父子』                           | ピーター・チャン 『ウィンター・ソング』                      | アーロン・クオック 『父子』                                        | ジョウ・シュン 『ウィンター・ソング』                          | ン・キントー 『父子』                                           | ニッキ・シエ 『アリスの鏡』                       |
| 44 | 2007年 | 『ラスト、コーション』             | アン・リー 『ラスト、コーション』                            | トニー・レオン 『ラスト、コーション』                              | ジョアン・チェン 『ホーム・ソング・ストーリーズ 僕の母の物語』 | レオン・カーフェイ 『ドラマー』                                 | ファン・ビンビン 「心中有鬼」                     |
| 45 | 2008年 | 『ウォーロード/男たちの誓い』      | ピーター・チャン 『ウォーロード/男たちの誓い』               | チャン・ハンユー 『戦場のレクイエム』                              | プルーデンス・ラウ 『崖っぷちの女たち』                        | 馬如龍 『海角七号 君想う、国境の南』                            | メイ・ファン 『Orzボーイズ!』                     |
| 46 | 2009年 | 『あなたなしでは生きていけない』   | レオン・ダイ 『あなたなしでは生きていけない』                | ニック・チョン 『ビースト・ストーカー/証人』 ホアン・ボー 「鬥牛」 | リー・ビンビン 「風聲」                                        | ワン・シュエチー 『花の生涯〜梅蘭芳〜』                         | クララ・ウェイ 『心の魔』                         |
| 47 | 2010年 | 『愛が訪れる時』                   | チョン・モンホン 『4枚目の似顔絵』                           | イーサン・ルァン 『モンガに散る』                                  | リュウ・リーピン 「玩酷青春」                                  | ウー・パンフォン 『父の初七日』                                 | ハオ・レイ 『4枚目の似顔絵』                      |
| 48 | 2011年 | 『セデック・バレ』                 | アン・ホイ 『桃さんのしあわせ』                              | アンディ・ラウ 『桃さんのしあわせ』                                | ディニー・イップ 『桃さんのしあわせ』                          | シュー・イーファン 『セデック・バレ』                           | 唐群 「到阜陽六百里」                             |
| 49 | 2012年 | 「神探亨特張」                     | ジョニー・トー 『奪命金』                                    | ラウ・チンワン 『奪命金』                                          | グイ・ルンメイ 『GF*BF』                                       | ロナルド・チェン 『低俗喜劇』                                   | 梁静 「殺生」                                     |
| 50 | 2013年 | 『イロイロ ぬくもりの記憶』        | ツァイ・ミンリャン 『郊遊 ピクニック』                       | リー・カンション 『郊遊 ピクニック』                               | チャン・ツィイー 『グランド・マスター』                        | リー・シュエチェン 『一九四二』                                 | ヤオ・ヤンヤン 『イロイロ ぬくもりの記憶』        |
| 51 | 2014年 | 『ブラインド・マッサージ』         | アン・ホイ 『黄金時代』                                      | チェン・ジェンビン 「一個勺子」                                    | チェン・シアンチー 『EXIT-エグジット-』                        | チェン・ジェンビン 『軍中楽園』                                 | レジーナ・ワン 『軍中楽園』                       |
| 52 | 2015年 | 『黒衣の刺客』                     | ホウ・シャオシェン 『黒衣の刺客』                            | フォン・シャオガン 「老炮兒」                                      | カリーナ・ラム 『百日告別』                                    | マイケル・ニン 『九龍猟奇殺人事件』                             | 呂雪鳳 『酔生夢死』                               |
| 53 | 2016年 | 『八月』                           | フォン・シャオガン 『わたしは潘金蓮じゃない』                | ファン・ウェイ 『ミスター・ノー・プロブレム』                      | チョウ・ドンユィとマー・スーチュン 『ソウルメイト/七月と安生』 | リン・ボーホン 「六弄咖啡館」                                   | エレイン・ジン 『誰がための日々』                 |
| 54 | 2017年 | 『血観音』                         | 文晏 『天使は白をまとう』                                    | 涂們 「老獣」                                                      | カラ・ワイ 『血観音』                                          | 陳竹昇 『アリフ、ザ・プリン（セ）ス』                           | 文淇 『血観音』                                   |
| 55 | 2018年 | 『象は静かに座っている』           | チャン・イーモウ 『SHADOW/影武者』                           | シュー・ジェン 『薬の神じゃない!』                                 | シェ・インシュエン 『先に愛した人』                            | ベン・ユエン 『トレイシー』                                     | 丁寧 『幸福城市』                                 |
| 56 | 2019年 | 『ひとつの太陽』                   | 鍾孟宏 『ひとつの太陽』                                      | 陳以文 『ひとつの太陽』                                            | ヤオ・ヤンヤン 『熱帯雨』                                      | 劉冠廷 『ひとつの太陽』                                         | 張詩盈 「我的靈魂是愛做的」                       |
| 57 | 2020年 | 『1秒先の彼女』                    | チェン・ユーシュン 『1秒先の彼女』                           | 莫子儀 『親愛なる君へ』                                            | 陳淑芳 『弱くて強い女たち』                                    | 納豆 「同學麥娜絲」                                             | 陳淑芳 『親愛なる君へ』                           |
| 58 | 2021年 | 『瀑布』                           | クララ・ロー 「花果飄零」                                    | チャン・チェン 『The Soul：繋がれる魂』                            | アリッサ・チア 『瀑布』                                        | リウ・グァンティン 「詭扯」                                     | ワン・ユーシュエン 『アシュラ/阿修羅』            |
| 59 | 2022年 | 「一家子兒咕咕叫」                 | 陳潔瑤 『ハヨン一家〜タイヤル族のスピリット』                | アンソニー・ウォン 『白日青春-生きてこそ-』                        | シルヴィア・チャン 『燈火（ネオン）は消えず』                  | べラント・チャン 『黒の教育」                                   | 林詹珍妹 『ハヨン一家〜タイヤル族のスピリット』   |
| 60 | 2023年 | 『石門』                           | シャオ・ヤーチュエン 『オールド・フォックス 11歳の選択』     | ウー・カンレン 『Brotherブラザー 富都（プゥドゥ）のふたり 』       | オードリー・リン 『トラブル・ガール』                          | アキオ・チェン 『オールド・フォックス 11歳の選択』              | ベアトリス・ファン 『本日公休』                   |
| 61 | 2024年 | 『未完成の映画』                   | ロウ・イエ 『未完成の映画』                                  | 張志勇 「漂亮朋友」                                                | ジョン・シュッイン 「看我今天怎麼說」                          | 施名帥 「角頭—大橋頭」                                          | ヤン・クイメイ 「小雁與吳愛麗」                   |
| 回 | 年     | 最優秀作品賞                       | 最優秀監督賞                                                 | 最優秀主演男優賞                                                   | 最優秀主演女優賞                                               | 最優秀助演男優賞                                                | 最優秀助演女優賞                                  |

## それ以外の賞
- 最優秀脚本賞
- 最優秀脚色賞
- 最優秀撮影賞
- 最優秀編集賞
- 最優秀美術賞
- 最優秀デザイン賞
- 最優秀アクション設計賞
- 最優秀作曲賞
- 最優秀歌曲賞
- 最優秀音響賞
- 最優秀視覚効果賞
- 最優秀新人監督賞
- 最優秀新人俳優賞
- 最優秀アカデミー短編映画賞
- 最優秀アニメ賞
- 最優秀短編アニメ賞
- 最優秀ドキュメンタリー賞
- 最優秀短編ドキュメンタリー賞
- 年度台湾傑出映画工作者
- 生涯功労賞